# マリーア・アントニエッタ・ディ・ボルボーネ＝ドゥエ・シチリエ
マリーア・アントニエッタ・ディ・ボルボーネ＝ドゥエ・シチリエ（イタリア語: Maria Antonietta di Borbone-Due Sicilie, 1851年3月16日 - 1938年9月12日）は、両シチリア王国の王族。従兄の両シチリア王家家長カゼルタ伯アルフォンソに嫁いだ。

## 生涯
両シチリア王フランチェスコ1世の末息子トラーパニ伯フランチェスコと、その妻でトスカーナ大公レオポルド2世の娘であるマリーア・イザベッラの間の長女として生まれた。両親は叔父と姪の関係であった。
マリーア・アントニエッタは1868年6月8日、同族の従兄であるカゼルタ伯アルフォンソと結婚し、間に12人の子女をもうけた。カゼルタ伯が1894年にブルボン＝シチリア家の家督を継ぐと、マリーア・アントニエッタは名目上の両シチリア王妃となった。

## 子女
- フェルディナンド・ピウス（1869年 - 1960年） - カラブリア公、1897年にバイエルン王女マリアと結婚
- カルロ・タンクレーディ（1870年 - 1949年） - スペイン王子、1901年にスペイン王女マリア・デ・ラス・メルセデスと結婚、1907年にルイーズ・ドルレアンと再婚
- フランチェスコ・ディ・パーオラ（1873年 - 1876年）
- マリーア・インマコラータ（1874年 - 1947年） - 1906年、ザクセン王子ヨハン・ゲオルクと結婚
- マリーア・クリスティーナ（1877年 - 1947年） - オーストリア大公・トスカーナ公子ペーター・フェルディナント（のちトスカーナ大公家家長）と結婚
- マリーア・ピア（1878年 - 1973年） - 1908年、ブラジル皇子ルイスと結婚
- マリーア・ジュゼッピーナ（1880年 - 1971年）
- ジェンナーロ（1882年 - 1944年） - ベアトリーチェ・ボルデッサ（結婚によりヴィラ・コッリ伯爵夫人）と貴賤結婚
- ラニエーリ（1883年 - 1973年） - 1923年、マリア・カロリナ・ザモイスカ伯爵夫人（母方の従妹）と結婚
- フィリッポ（1885年 - 1949年） - 1916年にマリー・ルイーズ・ドルレアン（ヴァンドーム公エマニュエル・ドルレアンの娘）と結婚、1927年にオデット・ラボリと再婚（貴賤結婚）
- フランチェスコ・ダッシジ（1888年 - 1914年）
- ガブリエーレ（1897年 - 1975年） - 1927年にマウゴジャータ・チャルトリスカと結婚、1932年にツェツィリア・ルボミルスカと再婚